# Departamento de Santa Catalina
Departamento de Santa Catalina är en kommun i Argentina.   Den ligger i provinsen Jujuy, i den norra delen av landet, 1 600 km nordväst om huvudstaden Buenos Aires.
Omgivningarna runt Departamento de Santa Catalina är i huvudsak ett öppet busklandskap. Trakten runt Departamento de Santa Catalina är nära nog obefolkad, med mindre än två invånare per kvadratkilometer.